# CLX (Common Lisp)
Pour les articles homonymes, voir CLX.
CLX (où CLX signifie Common Lisp X Interface) est la bibliothèque logicielle standard du X Window System pour le langage de programmation Common Lisp. C'est l'équivalente à la bibliothèque logicielle Xlib pour le langage de programmation C.
CLX est écrit uniquement en Common Lisp ; il n'utilise pas Xlib.
CLX contient des types de données, des sous-programmes et des macros-définitions pour interagir avec un serveur X en envoyant des demandes et en recevant des événements et des réponses.